# Коронго (провинция)
Коронго (исп. Provincia de Corongo, кечуа Kurunku pruwinsya) — одна из 20 провинций перуанского региона Анкаш. Площадь составляет 988,01 км². Население по данным на 2007 год — 8 329 человек. Плотность населения — 8,43 чел/км². Столица — одноимённый город.

## География
Расположена в северной части региона. Граничит с провинциями: Пальяска (на севере), Сиуас (на востоке), Уайлас (на юге) и Санта (на западе).

## Административное деление
В административном отношении делится на 7 районов:
- Коронго
- Ако
- Бамбас
- Куска
- Ла-Пампа
- Янак
- Юпан